# Bazèga
Bazèga ist eine Provinz in der Region Centre-Sud im westafrikanischen Staat Burkina Faso mit 276.377 Einwohnern auf 3964 km².
Die Provinz besteht aus den Departements Doulougou, Gaongo, Ipelcé, Kayao, Saponé, Toécé und Kombissiri. Hauptstadt ist Kombissiri.